# Bánh cuốn

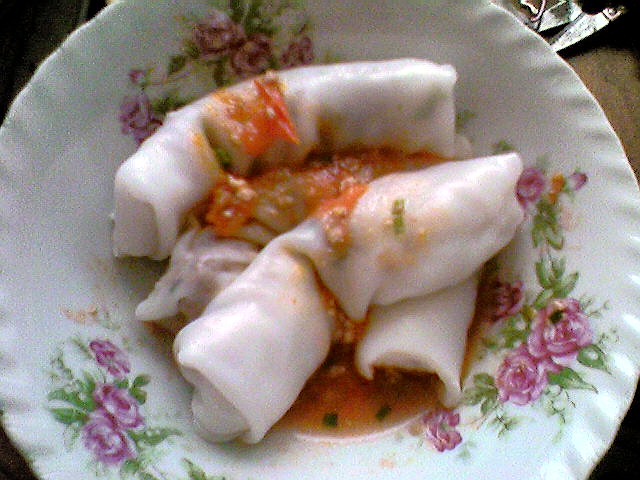
Um prato de bánh cuốn caseiro

Bánh cuốn é um prato típico da culinária do norte do Vietname. Trata-se de uma espécie de crepe feito com uma folha fina de massa de arroz, que pode ser recheado com carne de suíno picada, para além de outros ingredientes. Os acompanhamentos deste prato são, normalmente,  chả lụa (uma salsicha vietnamita de suíno) e feijão-da-China, complementados por um molho para molhar chamado nước chấm. Por vezes, adiciona-se uma gota de cà cuống, ou seja, essência de barata-d'água, para intensificar o sabor, apesar de este ser um ingrediente escasso e bastante caro.
É um prato leve, normalmente consumido durante o desjejum. Apesar de ser geralmente encontrado apenas no norte do Vietname, também pode ser esporadicamente encontrado na Cidade de Ho Chi Minh.
O prato cantonense coeng4 fan2 (肠粉; pinyin: chángfěn) é bastante semelhante, podendo o seu nome ser traduzido como crepe de arroz cozido a vapor.